# 20e cérémonie des British Independent Film Awards
La 20e cérémonie des British Independent Film Awards (BIFA), organisée par le jury du festival de Raindance, a eu lieu le 10 décembre 2017, et a récompensé les films indépendants sortis dans l'année.

## Palmarès

### Meilleur film
- La Mort de Staline (The Death of Stalin)
- Seule la terre (God's Own Country)
- I Am Not a Witch
- The Young Lady (Lady Macbeth)
- Three Billboards : Les Panneaux de la vengeance (Three Billboards Outside Ebbing, Missouri)

### Meilleur réalisateur
- Armando Iannucci pour La Mort de Staline
- Francis Lee pour Seule la terre
- Martin McDonagh pour Three Billboards : Les Panneaux de la vengeance
- Rungano Nyoni pour I Am Not a Witch
- William Oldroyd pour The Young Lady

### Meilleur acteur
- Jamie Bell pour Film Stars Don't Die in Liverpool
- Paddy Considine pour Journeyman
- Johnny Harris pour Jawbone
- Josh O'Connor pour Seule la terre
- Alec Secăreanu pour Seule la terre

### Meilleure actrice
- Emily Beecham pour Daphne
- Frances McDormand pour Three Billboards : Les Panneaux de la vengeance
- Margaret Mulubwa pour I Am Not a Witch
- Florence Pugh pour The Young Lady
- Ruth Wilson pour Dark River

### Meilleur acteur dans un second rôle
- Simon Russell Beale pour La Mort de Staline
- Steve Buscemi pour La Mort de Staline
- Woody Harrelson pour Three Billboards : Les Panneaux de la vengeance
- Ian Hart pour Seule la terre
- Sam Rockwell pour Three Billboards : Les Panneaux de la vengeance

### Meilleure actrice dans un second rôle
- Naomi Ackie pour The Young Lady
- Patricia Clarkson pour The Party
- Kelly Macdonald pour Goodbye Christopher Robin
- Andrea Riseborough pour La Mort de Staline
- Julie Walters pour Film Stars Don't Die in Liverpool

### Meilleur espoir
- Naomi Ackie pour The Young Lady
- Harry Gilby pour Just Charlie
- Cosmo Jarvis pour The Young Lady
- Harry Michell pour Chubby Funny
- Lily Newmark pour Pin Cushion

### Meilleur scénario
- La Mort de Staline – Armando Iannucci, David Schneider et Ian Martin
- Seule la terre – Francis Lee
- I Am Not a Witch – Rungano Nyoni
- The Young Lady – Alice Birch
- Three Billboards : Les Panneaux de la vengeance – Martin McDonagh

### Meilleure production
- Bad Day for the Cut – Brendan Mullin and Katy Jackson
- Seule la terre – Jack Tarling and Manon Ardisson
- I Am Not a Witch – Emily Morgan
- The Young Lady – Fodhla Cronin O'Reilly
- Pin Cushion – Gavin Humphries

### Douglas HickoxAward
Meilleur premier film.
- Deborah Haywood pour Pin Cushion
- Francis Lee pour Seule la terre
- Thomas Napper pour Jawbone
- Rungano Nyoni pour I Am Not a Witch
- William Oldroyd pour The Young Lady

### Meilleur premier scénario
- Seule la terre – Francis Lee
- I Am Not a Witch – Rungano Nyoni
- Jawbone – Johnny Harris
- The Young Lady – Alice Birch
- Une belle rencontre – Gaby Chiappe

### Meilleur documentaire
- Almost Heaven
- Half Way
- Kingdom of Us
- Uncle Howard
- Williams

### Meilleur film indépendant international
- The Florida Project  États-Unis
- Get Out  États-Unis
- I Am Not Your Negro  Belgique  États-Unis  France  Suisse
- Loveless (Нелюбовь)  Russie
- The Square  Suède

### Discovery Award
- Even When I Fall
- Halfway
- In Another Life
- Isolani
- My Pure Land

### Richard Harris Award
- Vanessa Redgrave

### Variety Award
- Gary Oldman